# 金忠恭
金忠恭（？—835年），新罗宗室，追封宣康王，新罗第44任国王闵哀王金明的父亲，惠忠太子金仁谦之子。

## 生平
哀莊王九年（808年）二月，哀莊王请唐宪宗賜王叔金彥昇（後為憲德王）及其弟金忠恭等門戟。憲德王九年（817年）正月，以伊飡金忠恭爲侍中。憲德王十四年（822年）三月，熊川州都督金憲昌作乱，角干金忠恭守蚊火關門。憲德王聘角干金忠恭之女貞矯爲太子妃。兴德王十年（835年），一说憲德王十三年（821年）四月，金忠恭卒。兴德王十一年（836年），僖康王金悌隆即位，王妃文穆夫人是葛文王金忠恭之女。僖康王三年（838年），金忠恭的儿子閔哀王即位，追諡金忠恭爲宣康大王，母亲貴寶夫人爲宣懿太后。

## 家族
- 父亲：惠忠太子
- 母亲：聖穆太后金氏
- 兄：昭聖王
- 兄：憲德王
- 兄：金崇斌
- 兄：興德王
- 夫人：貴寶夫人（宣懿太后）
  - 子：閔哀王
  - 女：文穆王后，僖康王夫人
  - 女：憲穆太后
  - 女：照明夫人